# Hieracium rupicoloides
Hieracium rupicoloides — вид рослин із родини айстрових (Asteraceae).

## Середовище проживання
Зростає у Європі (Україна).
Лектотип зібрано на вапняках на берегах Білого Черемошу.